# Деркач Василь Григорович
Василь Григорович Деркач — вчений у галузі психіатрії,  доцент кафедри нервових хвороб, психіатрії та медичної психології ім. С.М.Савенка Буковинського державного медичного університету. Лікар-психіатр вищої атестаційної категорії, голова Атестаційної комісії з інтернатури, передатестаційного циклу та спеціалізації за фахом «психіатрія», є автором і співавтором 138 наукових друкованих праць, 9-ти раціоналізаторських пропозицій, 3-х патентів на корисні моделі та 2-х інформаційних листів про впровадження в практику охорони здоров’я.

## Біографічні відомості
Народився 6 листопада 1948 року у селі Велика Побійна, Дунаєвецького району, Хмельницької області. Після закінчення  8-ми класів  Великопобіянської середньої школи поступив на фельдшерське відділення  Кам’янець-Подільського медичного училища, навчання в якому закінчив у 1967 році. З липня 1967 року по грудень 1969 року служив фельдшером батальйонного медичного пункту в лавах Радянської армії (група Радянських військ в Німеччині). Після демобілізації з лютого по вересень 1969 року працював завідувачем фельдшерського пункту у селі Яснозір’я, Віньковецького району, Хмельницької області.
У тому ж 1969 році вступив у Чернівецький державний медичний інститут. Навчався на відмінно, активно займався громадською роботою, виступав у складі народного ансамблю “Трембіта”, був Ленінським стипендіатом. Закінчив інститут за спеціальністю лікар-лікувальник у 1976 році, отримавши диплом із відзнакою (“червоний диплом”). 16 грудня 1974 року був нагороджений ЦК ВЛКСМ і Міністерством вищої та середньої спеціальної освіти СРСР значком “ЗА ВІДМІННУ ОСВІТУ”.
З 01.08.1976 року по 30.06.1977 року пройшов підготовку в інтернатурі на базі Чернівецької обласної психо-неврологічної лікарні зі спеціальності “неврологія”, по закінченні якої отримав кваліфікацію лікаря-невропатолога. З 5 серпня 1977 року по 31 березня 1978 року  працював невропатологом Хмельницької ЦРЛ, а потім (по 30.09.1991 року) – лікарем функціональної діагностики Чернівецької обласної психо-неврологічної лікарні.
У 1978 році вступив в заочну аспірантуру з нервових хвороб при Харківському науково-дослідному інституті неврології і психіатрії (НДІНІП), по закінченні якої у лютому 1984 року захистив дисертацію на здобуття ученого ступеня кандидата медичних наук на тему: “Показники вуглеводного обміну у хворих з ранніми формами хронічної цереброваскулярної недостатності при гіпертонічній хворобі та церебральному атеросклерозі” у спеціалізованій Вченій раді при Українському інституті удосконалення лікарів (м. Харків). Третього жовтня 1984 року рішенням ВАК отримав учений ступінь кандидата медичних наук.
У жовтні 1991 року був обраний асистентом кафедри нервових хвороб і психіатрії Чернівецького державного медичного інституту (з курсу психіатрії), 01.09.1994 року – призначений за конкурсом на посаду доцента цієї кафедри. З 23 листопада 1995 року працює доцентом кафедри нервових хвороб, психіатрії та медичної психології ім. С.М.Савенка Буковинського державного медичного університету.

## Наукова діяльність
Виконавець фрагменту комплексної кафедральної НДР на тему: «Застосування омеги-3, фолієвої кислоти та препаратів гінкго     білоба у комплексному лікуванні розладів пам’яті та уваги у хворих на різні форми епілепсії».
Основні наукові праці
- Автор монографії «Екопатологія церебро-васкулярних розладів у регіоні Північної  Буковини» – Чернівці: Зелена Буковина, 2002
- Автор навчального посібника «Тестові завдання з психіатрії та наркології»– Чернівці: БДМУ, 2009
- Співавтор монографії «Розумова відсталість: епідеміологія, чинники ризику, профілактичні заходи» (автори: В.Г.Деркач, І.П.Дищук, Р.І.Рудницький, С.М.Русіна, В.Д.Шевчук) – Чернівці: БДМУ, 2005
- Співавтор методичних рекомендацій для студентів медичного факультету «Загальна психопатологія» (Чернівці, 1996)
- Співавтор навчально-методичного посібника для студентів «Невідкладна допомога в психіатрії» (Чернівці, 1999)
- Співавтор навчально-методичного посібника для студентів «Клінічні задачі з психіатрії» (Чернівці, 2000)
- Співавтор навчально-методичного посібника для студентів «Синдроми психічних та поведінкових розладів» (Чернівці: БДМУ, 2005)
- Співавтор навчально-методичного посібника для студентів«Психічні розлади дитячого та підліткового віку» (Чернівці: БДМУ, 2008)
- Співавтор навчально-методичного посібника для студентів«Дитяча психіатрія» (Чернівці: БДМУ, 2008)
- Співавтор навчально-методичного посібника для студентів«Тестові завдання з психіатрії та наркології (Чернівці: БДМУ, 2009)»
- Співавтор навчально-методичного посібника для студентів«Алгоритми з догляду за хворими у психіатричному стаціонарі» (Чернівці: БДМУ, 2011)
- Також неодноразово був співавтором навчально-методичних буклетів тестових завдань ТЛІ «Крок-2» і «Крок-3»